# François Cariès
François Cariès, né le 27 août 1927 à Montpellier et mort le 30 août 2015 à Paris 12e, est un banquier, poète et romancier français.

## Œuvres
Poésie
- Trois poèmes..., Alès, France, impr. de P.-A. Benoit, coll. « Le premier cru », 1953, 31 p. (BNF 31907653)
- Le Marcheur d’Eden, Paris, Éditions Obsidiane, 1987, 65 p. (BNF 34908197)
- Les Temps divins, Paris, Éditions Messidor, coll. « Lumière ouverte », 1990, 90 p.  (ISBN 2-209-06422-8)
- Aucuns jours, suivi de Quatre-canaux, Paris, Maeght Éditeur, coll. « Écrits », 1993, 137 p.  (ISBN 2-86941-225-8)
- Turold, Cognac, France, Les Éditions Le Temps qu’il fait, coll. « Grandeur nature », 1994, 81 p.  (ISBN 2-86853-188-1)
- Au cinéma. Grande chanson, Paris, Éditions Fourbis, 1998, 75 p.  (ISBN 2-84217-024-5)
- Dantis ossa, Sens, France, Éditions Obsidiane, coll. « Les Solitudes », 2001, 141 p.  (ISBN 2-911914-45-7)
- La Belle Page, précédé de L’Ami des amitiés, Sens, France, Éditions Obsidiane, coll. « Les Solitudes », 2011, 93 p.  (ISBN 978-2-916447-34-6)[2]

Roman
- Aux pieds du vent du Nord, Paris, Éditions Gallimard, coll. « Blanche », 1982, 221 p.  (ISBN 2-07-022516-X)
- Mauvaises vies, Paris, Séguier, 1988, 339 p.  (ISBN 2-906284-93-9)
- L’Entrée des dieux, Paris, Éditions de l’Imprimerie nationale, coll. « Littératures », 1989, 231 p.  (ISBN 2-11-081025-4)
- Pain pour les cygnes, Paris, Éditions de l’Imprimerie nationale, coll. « Littératures », 1990, 154 p.  (ISBN 2-11-081078-5)
- Mains de maîtres, Paris, Éditions Julliard, coll. « Dernier avis », 1993, 175p.  (ISBN 2-260-01019-9)
- Enfin, Tours, France, Éditions Farrago, 2002, 247 p.  (ISBN 2-84490-084-4)

## Pour approfondir